# Uông Đạc
Uông Đạc (chữ Hán: 汪铎; bính âm: Wāng Duó; sinh ngày 21 tháng 5 năm 1991) là một diễn viên và ca sĩ người Trung Quốc. Anh sinh ra tại Thẩm Dương, tỉnh Liêu Ninh, tốt nghiệp Học viện Âm nhạc Thẩm Dương, và nổi tiếng với các vai diễn trong các tác phẩm như Tước Tích (2016), Mị Giả Vô Cương (2018), Âm Dương Sư: Tình Nhã Tập (2020), Đại Mộng Quy Ly (2024) và Thiên Đóa Đào Hoa Nhất Thế Khai (2025). Với chiều cao 1m84, ngoại hình nổi bật và khả năng diễn xuất đa dạng, anh được khán giả yêu mến và mệnh danh là “Hoàng tử truyện tranh” nhờ vẻ ngoài giống nhân vật trong manhwa. 

## Tiểu sử
Uông Đạc sinh ngày 21 tháng 5 năm 1991 tại Thẩm Dương, tỉnh Liêu Ninh, Trung Quốc, trong một gia đình bình thường. Từ nhỏ, anh đã bộc lộ năng khiếu nghệ thuật, đặc biệt là âm nhạc. Năm 2010, anh thi đỗ vào Học viện Âm nhạc Thẩm Dương, chuyên ngành biểu diễn âm nhạc, nơi anh rèn luyện kỹ năng ca hát và nền tảng nghệ thuật. Trong thời gian học đại học, ngoại hình nổi bật của anh từng bị một tạp chí lấy trộm ảnh để đăng tải mà không được phép.

## Sự nghiệp

### Giai đoạn đầu (2011-2015)
Uông Đạc bước chân vào làng giải trí năm 2011 khi tham gia chương trình giải trí địa phương tại Thẩm Dương mang tên Đại Thoại Lưu Hành (大话流行), đóng vai “Gia Tuấn” – một nhân vật phong cách Hàn Quốc. Năm 2012, anh tham gia cuộc thi âm nhạc Hoàn Mỹ Thanh Âm (完美声音, Perfect Voice) của Đài Truyền hình Vân Nam , gây chú ý với ngoại hình và giọng hát, lọt vào top 5 khu vực Thẩm Dương  và top 30 toàn quốc. 
Năm 2014, anh tham gia chương trình thực tế Những Chàng Trai Tốt của Trung Quốc (中国好男儿, China’s Good Boys) do Đài Truyền hình Quảng Đông tổ chức. Với màn trình diễn xuất sắc, trong đó có tiết mục Quý Phi Túy Tửu (贵妃醉酒), anh giành vị trí á quân toàn quốc , thu hút sự chú ý của đạo diễn Quách Kính Minh – người sau đó mời anh gia nhập công ty quản lý và bắt đầu sự nghiệp diễn xuất chuyên nghiệp.

### Diễn xuất (2016-nay)
- 2016: Uông Đạc chính thức bắt đầu sự nghiệp diễn xuất sau khi bộ phim Vâng! Thượng Tiên Sinh (是！尚先生, Yes! Mr. Fashion), bắt đầu chiếu ngày 08 tháng 06, anh đóng vai Uông Hưng Nhân. Tiếp đó, anh vào vai Hoàng Thác (皇柝, Lam Thiên Bích) trong Huyễn Thành (幻城, Ice Fantasy), khởi chiếu ngày 24 tháng 7. Anh debut màn ảnh rộng với vai Zillah (漆拉, Tam Độ Vương Tước) trong Tước Tích (爵迹, L.O.R.D: Legend of Ravaging Dynasties), một bộ phim kỳ ảo dùng CG người thật, bắt đầu ra rạp ngày 30 tháng 9. Cùng năm, anh còn một vai trong phim thể loại nhật ký thanh xuân có tên Mùa Tốt Nghiệp (毕业季, Graduation Season), nhưng vì lệnh cấm Hàn và nhiều lý do khác nên đến giờ vẫn chưa chiếu.

- 2017: Anh tham gia Tây Du Ký: Mối Tình Ngoại Truyện 2 (西游伏妖篇, Journey To The West: The Demons Strike Back), đóng vai Trư Bát Giới, và Bút Ký Suy Luận (推理笔记, Inference Notes), đảm nhận vai Tề Mộc.

- 2018: Uông Đạc gây ấn tượng với vai Công Tử trong Mị Giả Vô Cương (媚者无疆, Bloody Romance), một nhân vật phản diện phức tạp.

- 2020: Ngày 4 tháng 12, Tước Tích 2 (爵迹:冷血狂宴, L.O.R.D: Legend of Ravaging Dynasties 2) khởi chiếu, anh vẫn vào vai cùng tên trong Tước Tích. Anh đảm nhận hai vai Hà Mạo Trung Hành (贺茂忠行) và Hạc Thủ Nguyệt (鹤守月) trong Âm Dương Sư: Tình Nhã Tập (阴阳师: 晴雅集, The Yin-Yang Master: Dream of Eternity), công chiếu ngày 25 tháng 12. Cùng năm, anh tham gia quay phim Phàm Nhân Tu Tiên Truyện (凡人修仙传, The Immortal Ascension) và Mật Mã Thanh Minh Thượng Hà Đồ (清明上河图密码, Riverside Code at Qingming Festival).
- 2021: Bộ phim tình yêu kỳ ảo Dạ Lữ Nhân (夜旅人, Night Wanderer) đóng máy vào ngày 13 tháng 11, trong phim này anh vào vai Doãn Tây Mông.

- 2023: Anh góp mặt trong Quân Tử Minh (君子盟, A League of Nobleman, 2023) vai Cố Thanh Chương, bắt đầu chiếu từ ngày 30 tháng 1. Sau đó, đến ngày 7 tháng 4, phim điện ảnh Long Mã Tinh Thần (龙马精神, Ride On) khởi chiếu tại rạp, anh có cameo một vai trong phim này.
- 2024: Bộ phim Tiên Kiếm IV (仙剑四, Sword and Fairy 4) bắt đầu chiếu trên iQIYI từ ngày 17 tháng 1. Đến cuối gần cuối năm, bộ phim Đại Mộng Quy Ly (大梦归离, Fangs of Fortune) bắt đầu chiếu từ này 26 tháng 10, anh cameo vai Trác Dực Hiên (卓翼轩). Ngày 16 tháng 12, bộ phim Mật Mã Thanh Minh Thượng Hà Đồ (清明上河图密码, Riverside Code at Qingming Festival) bắt đầu chiếu, trong phim anh đóng vai La Chuẩn.
- 2025: Bộ phim Thiên Đóa Đào Hoa Nhất Thế Khai (千朵桃花一世开) vai Nam Tư Nguyệt (南胥月) và Thiên Mệnh (天命) bắt đầu chiếu từ ngày 2 tháng 1.
- Uông Đạc còn khá nhiều dự án chưa phát sóng như Tinh Hà Nhập Mộng (星河入梦), Phá Trận Tử (破阵子), Bí Ẩn Đôi Mắt Nâu (棕眼之谜), Phàm Nhân Tu Tiên Truyện (凡人修仙传, The Immortal Ascension) và Tiêu Dao (逍遥).

#### Âm nhạc
Dù tập trung vào diễn xuất, Uông Đạc vẫn phát hành một số ca khúc nhạc phim, tận dụng nền tảng âm nhạc từ Học viện Âm nhạc Thẩm Dương. Tuy nhiên, anh hiện chưa có kế hoạch phát triển sự nghiệp ca hát chuyên sâu.

## Đời tư
Anh được biết đến với tính cách hài hước, thân thiện, đặc biệt là chất giọng Đông Bắc đặc trưng.

## Danh sách tác phẩm

### Phim điện ảnh
| Năm        | Tên tiếng Việt                     | Tên tiếng Anh                               | Tên tiếng Trung | Vai diễn                                               | Ghi chú                             |
| ---------- | ---------------------------------- | ------------------------------------------- | --------------- | ------------------------------------------------------ | ----------------------------------- |
| 2016       | Tước Tích                          | L.O.R.D: Legend of Ravaging Dynasties       | 爵迹            | Zillah (漆拉)                                          | Debut                               |
| 2017       | Tây Du Ký: Mối Tình Ngoại Truyện 2 | Journey To The West: The Demons Strike Back | 西游伏妖篇      | Trư Bát Giới                                           |                                     |
| 2017       | Bút Ký Suy Luận                    | Inference Notes                             | 推理笔记        | Tề Mộc                                                 |                                     |
| 2020       | Tước Tích 2                        | L.O.R.D: Legend of Ravaging Dynasties 2     | 爵迹2：冷血狂宴 | Zillah (漆拉)                                          |                                     |
| 2020       | Âm Dương Sư: Tình Nhã Tập          | The Yin-Yang Master: Dream of Eternity      | 阴阳师: 晴雅集  | Hà Mạo Trung Hành (贺茂忠行) / Hạc Thủ Nguyệt (鹤守月) |                                     |
| 2023       | Long Mã Tinh Thần                  | Ride On                                     | 龙马精神        | cameo                                                  |                                     |
| 2025       | Tinh Hà Nhập Mộng                  | Per Aspera Ad Astra                         | 星河入梦        | [vai chưa công bố]                                     |                                     |
| Chưa chiếu | Phá Trận Tử                        | [chưa dịch]                                 | 破阵子          | [vai chưa công bố]                                     | Khai máy 10/12/2018                 |
| Chưa chiếu | Tình Nhã Tập 2: Lũng Dạ Khúc       | [chưa dịch]                                 | 晴雅集2泷夜曲   | Hạc Thủ Nguyệt (鹤守月)                                | 12/02/2021, chiếu teaser ở rạp phim |
| Chưa chiếu | Ba Giọt Máu                        | A Touch of Warm                             | 三滴血          | Phan Mạnh (潘孟) (cameo)                               |                                     |

### Phim truyền hình
| Năm              | Tên tiếng Việt                  | Tên tiếng Anh                       | Tên tiếng Trung | Vai diễn                                   | Ghi chú             |
| ---------------- | ------------------------------- | ----------------------------------- | --------------- | ------------------------------------------ | ------------------- |
| 2016             | Thị! Thượng Tiên Sinh           | Yes! Mr. Fashion                    | 是！尚先生      | Uông Hưng Nhân                             |                     |
| 2016             | Huyễn Thành                     | Ice Fantasy                         | 幻城            | Hoàng Thác (皇柝)                          |                     |
| 2017             | Bút Ký Suy Luận                 | Inference Notes                     | 推理笔记        | Tề Mộc                                     |                     |
| 2018             | Mị Giả Vô Cương                 | Bloody Romance                      | 媚者无疆        | Công Tử                                    |                     |
| 2023             | Quân Tử Minh                    | A League of Nobleman                | 君子盟          | Cố Thanh Chương                            | webdrama            |
| 2024             | Tiên Kiếm Tứ                    | Sword and Fairy 4                   | 仙剑四          | Huyền Tiêu (玄霄)/ Huyền Ảnh (玄影)        | webdrama            |
| 2024             | Đại Mộng Quy Ly                 | Fangs of Fortune                    | 大梦归离        | Trác Dực Hiên (卓翼轩)                     | webdrama            |
| 2024             | Mật Mã Thanh Minh Thượng Hà Đồ  | Riverside Code at Qingming Festival | 清明上河图密码  | La Chuẩn                                   |                     |
| 2025             | Thiên Đóa Đào Hoa Nhất Thế Khai | The Blossoming Love                 | 千朵桃花一世开  | Nam Tư Nguyệt (南胥月) / Thiên Mệnh (天命) |                     |
| 2025             | Phàm Nhân Tu Tiên Truyện        | The Immortal Ascension              | 凡人修仙传      | Vương Thiền (王蝉)                         | webdrama            |
| [chưa phát sóng] | Mùa Tốt Nghiệp                  | Graduation Season                   | 毕业季          | Việt Lịch (越沥)                           | Quay năm 2016       |
| [chưa phát sóng] | Dạ Lữ Nhân                      | Night Wanderer                      | 夜旅人          | Doãn Tây Mông (尹西蒙)                     | Khai máy 20/07/2021 |
| [chưa phát sóng] | Bí Ẩn Đôi Mắt Nâu               | [chưa dịch]                         | 棕眼之谜        | [vai chưa xác nhận]                        |                     |
| [chưa phát sóng] | Tiêu Dao                        | [chưa dịch]                         | 逍遥            | Bỉnh Chúc, thủ lĩnh Phi Vũ Vệ              | webdrama            |
| [chưa phát sóng] | Cá Muối Phi Thăng               | Live Long And Prosper               | 咸鱼飞升        | Vệ Chân Ngọc, Vệ Bình                      |                     |
| [chưa phát sóng] | Nguyệt Lân Ỷ Kỉ                 | [chưa dịch]                         | 月鳞绮纪        | Li Vẫn                                     | cameo               |

### Chương trình truyền hình
- Hoàn Mỹ Thanh Âm (完美声音, Perfect Voice, 2012) – Top 5 Thẩm Dương, Top 30 toàn quốc
- Những Chàng Trai Tốt của Trung Quốc (中国好男儿, China’s Good Boys, 2014) – Á quân
- Tân Gia Biến Hóa Mùa 2 (就匠变新家 第二季, 2018) – Khách mời
- Hoa Hoa Vạn Vật Mùa 2 (花花万物 第二季, 2019) – Khách mời
- Diễn Viên Mời Vào Chỗ Mùa 1 (演员请就位 第一季, Actors Please Take Your Place Season 1, 2019) – Thí sinh
- Phi Nhật Thường Phái Đối (非日常派对, 2020) – Khách mời
- Xin Chào Thứ Bảy (你好星期六, Hello Saturday, 2022-nay) – Khách mời

## Đánh giá và ảnh hưởng
Uông Đạc được đánh giá cao nhờ ngoại hình lý tưởng và khả năng diễn xuất linh hoạt, từ vai chính diện đến phản diện. Anh thường xuyên hợp tác với Quách Kính Minh, trở thành một trong những diễn viên tiêu biểu của dòng phim giả tưởng Trung Quốc. Khán giả quốc tế biết đến anh nhiều hơn qua Âm Dương Sư: Tình Nhã Tập và Thiên Đóa Đào Hoa Nhất Thế Khai, củng cố vị thế của anh trong ngành giải trí.